# Manuscritos Freising
Los Manuscritos Freising (en esloveno: Brižinski spomeniki, en alemán: Freisinger Denkmäler, en latín: Monumenta Frisingensia) son los primeros textos en caracteres latinos en lengua eslava y los más antiguos documentos en idioma esloveno.

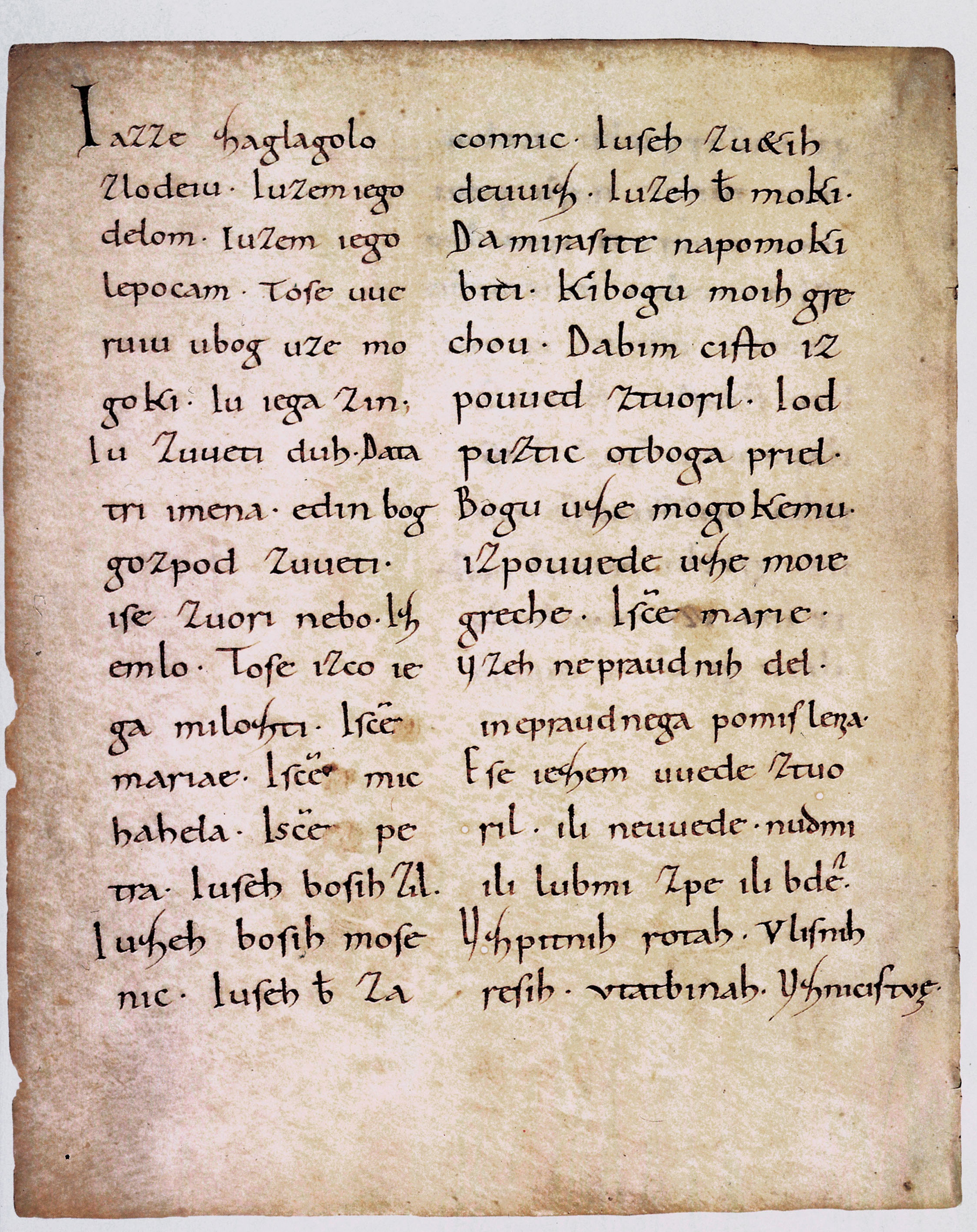
Una página de los manuscritos Freising.

Una página de los Manuscritos Freising que consistía de tres textos en el dialecto esloveno más antiguo fue descubierta en un Código Latino en la ciudad de Freising (en esloveno Brižinje, Brižine o Brižinj), Alemania. En 1803 los manuscritos fueron llevados a la Biblioteca Estatal de Baviera en la ciudad de Múnich.
Se estima que los manuscritos fueron probablemente escritos en siglo IX. En el siglo VIII el Estado esloveno de Carantania fue unido al de Baviera y se estima que esta es la causa de que los manuscritos hayan sido hallados en Baviera. El contenido de los mismos es de tema litúrgico.
El filólogo esloveno Jernej Kopitar hizo una edición de los mismos en su obra Glagolita Clozianus (1836) bajo la denominación de "Fragmentos de Freising" (Brižinski spomeniki), junto a una traducción y sus comentarios.
Los manuscritos aún se hallan la Biblioteca Estatal de Baviera en la ciudad de Múnich y han sido trasladados en dos oportunidades. En la década de 1970 fueron exhibidos en la Ciudad del Vaticano y en junio de 2004 fueron exhibidos en la Biblioteca Nacional y en la Biblioteca de la Universidad de Liubliana (Eslovenia)
Antes de la Segunda Guerra Mundial una copia de los Manuscritos Freising fue publicada por Silvester Škerl en la Akademska Založba en Liubliana.